# Alicja Musiałowa

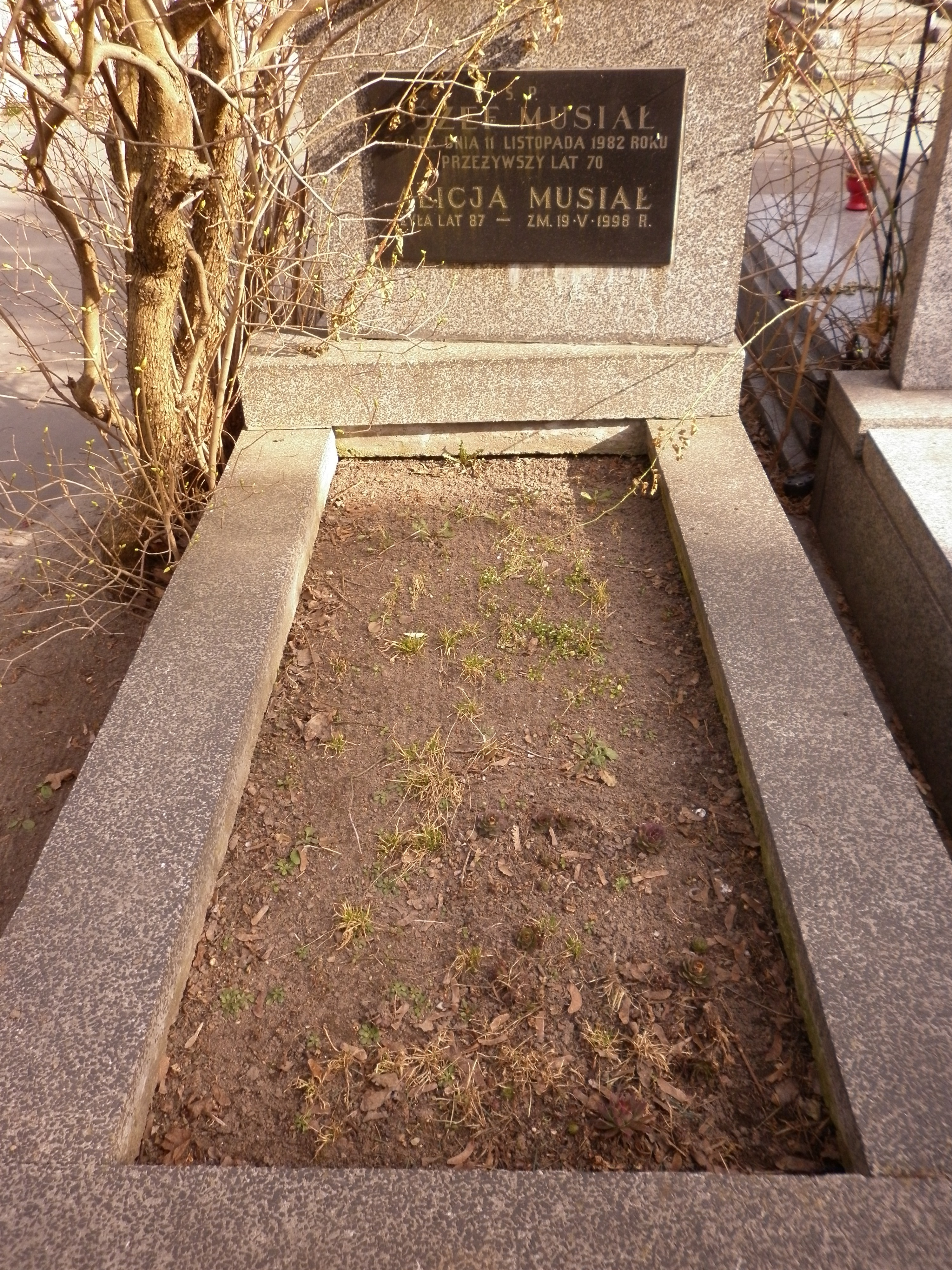
Nagrobek Alicji Musiałowej

Alicja Musiałowa-Afanasjew (ur. 20 maja 1911 w Sosnowcu, zm. 19 maja 1998 w Warszawie) – polska prawnik, polityk i działaczka społeczna, w latach 1952–1965 członek Rady Państwa, poseł na Sejm PRL I, II, III i IV kadencji.

## Życiorys
Córka Mikołaja i Heleny. W latach 1931–1932 należała do Związku Niezależnej Młodzieży Socjalistycznej. W latach 30. zajmowała się pracą oświatową, m.in. wykładała na kursach Towarzystwa Uniwersytetu Robotniczego. Od 1935 do 1939 studiowała na Uniwersytecie Warszawskim, uzyskując tytuł magistra praw. W czasie II wojny światowej prowadziła tajne nauczanie młodzieży na obszarze Zagłębia Dąbrowskiego i następnie ukrywała się w okolicach Częstochowy oraz Wielunia. Od 1945 do 1948 była kierownikiem inspektoratu szkolnego w zarządzie głównym Związku Samopomocy Chłopskiej, a od lutego do czerwca 1948 kierownikiem referatu odczytowego w zarządzie głównym TUR. Od maja 1950 do czerwca 1965 pełniła funkcję przewodniczącej Zarządu Głównego Ligi Kobiet. 6 marca 1953 została powołana w skład Ogólnonarodowego Komitetu Uczczenia Pamięci Józefa Stalina. Członkini prezydium Ogólnopolskich Komitetów kolejno Frontu Narodowego (1952–1956) i Frontu Jedności Narodu (1958–1971). W kwietniu 1965 została wiceprezesem Zarządu Głównego Polskiego Czerwonego Krzyża.
Od 1945 była członkinią kolejno Polskiej Partii Socjalistycznej i Polskiej Zjednoczonej Partii Robotniczej. W PPS pełniła w 1948 funkcję kierownika referatu w wydziale szkolnym Centralnego Komitetu Wykonawczego. W PZPR od 1948 do 1949 była zastępcą kierownika wydziału propagandy Komitetu Warszawskiego, następnie do 1950 starszym instruktorem i zastępcą kierownika wydziału kobiecego Komitetu Centralnego, w latach 1954–1959 zastępcą członka KC, a w latach 1959–1964 członkiem KC; zasiadała też do 1968 w Centralnej Komisji Rewizyjnej partii. W latach 1952–1965 jako pierwsza kobieta była członkiem Rady Państwa. W okresie 1952–1969 posłanka na Sejm PRL I, II, III i IV kadencji, przewodnicząca Komisji Zdrowia i Kultury Fizycznej w Sejmie IV kadencji (1965–1969).
Na emeryturze nadal działała społecznie w PCK, będąc m.in. wiceprezesem Zarządu Głównego tej organizacji. Była także przewodniczącą Zarządu Głównego Towarzystwa Planowania Rodziny.
Zamężna z Józefem Musiałem (1912–1982). Pochowana na cmentarzu Powązki Wojskowe w Warszawie (kwatera C37-9-1).

## Odznaczenia
- Order Sztandaru Pracy I klasy
- Krzyż Komandorski z Gwiazdą Orderu Odrodzenia Polski (1964)[6]
- Odznaka 1000-lecia Państwa Polskiego (1966)[7]